# Bboom Bboom
«Bboom Bboom» (en hangul, 뿜뿜; RR, Ppumppum) estilizado como BBoom BBoom, es una canción grabada por el grupo femenino de Corea del Sur Momoland. Fue lanzada el 3 de enero de 2018 por Duble Kick Company y distribuida por LOEN Entertainment como el sencillo principal del tercer EP del grupo titulado Great!. La versión japonesa de la canción fue lanzada como un sencillo en CD por King Records el 13 de junio de 2018.
Escrita y compuesta por Shinsadong Tiger junto a Beom x Nang, «Bboom Bboom» fue un gran éxito que alcanzó el puesto número 2 en el Gaon Digital Chart la semana del 25 de febrero, casi dos meses después del lanzamiento. La canción fue nominada al primer lugar en el programa musical surcoreano Inkigayo durante doce semanas seguidas. En agosto de 2020, el vídeo musical ha alcanzado más de 450 millones de visitas en YouTube. Con más de 100 millones de reproducciones, fue la primera canción de un grupo femenino en obtener una certificación de Platino de Gaon Music Chart. Momoland también recibió el premio a Mejor interpretación de baile por la canción en los Genie Music Awards 2018.

## Antecedentes y lanzamiento
La maqueta de la pista fue presentada por Shinsadong Tiger a Lee Hyung-Jin, un representante y director ejecutivo de Duble Kick Company (luego rebautizada como MLD Entertainment). Trató de refinar la canción, sin embargo terminó siendo rechazada por las miembros de Momoland que se negaron a interpretarla. Como resultado, la canción pasó por varias revisiones antes de ser lanzada.

## Versión japonesa
Momoland firmó con King Records para lanzar su debut en Japón el 13 de junio de 2018, así como una versión japonesa de su sencillo «Bboom Bboom». El sencillo debutó y alcanzó el puesto número 4 en el Oricon Singles Chart en su primera semana. En su segunda semana, el sencillo cayó a la posición 20. Se ubicó en la posición 17 para el mes de junio de 2018 con 22.178 copias físicas vendidas.
La canción se ubicó en el número 62 en la lista Billboard Japan Hot 100 de fin de año, colocándose en la posición 76 en el Top Streaming Songs.

## Controversia
El mismo mes que se lanzó la canción, el grupo femenino de Rusia Serebro acusó a Momoland de plagiar su canción «Mi Mi Mi» con «Bboom Bboom». Shinsadong Tiger negó las acusaciones, diciendo que «la misma línea de bajo se escucha comúnmente en los géneros retro house o electro swing, así como el acorde de cuatro estrofas».
También, debido a su repentino ascenso en las listas de música, fue fácilmente capturado bajo sospecha de manipulación de listas. Pero según las investigaciones realizadas por Hanteo Chart y el Ministerio de Cultura, Deporte y Turismo de Corea , estas acusaciones resultaron ser falsas.

## Lista de canciones
| EP japonés (CD / Descarga digital) |                                                       |                                           |                                                |                    |          |  |
| N.º                                | Título                                                | Letras                                    | Música                                         | Arreglo            | Duración |  |
| 1.                                 | «Bboom Bboom» (-Japanese ver.-)                       | Shinsadong Tiger, Beom x Nang, Okano Riho | Shinsadong Tiger, Beom x Nang                  | Shinsadong Tiger   | 3:28     |  |
| 2.                                 | «Welcome to MOMOLAND» (-Japanese ver.-)               | Double Sidekick, Yung Hee                 | Jake K (Full8loom), Andreas Oberg, Skylar Mone | Jake K (Full8loom) | 3:27     |  |
| 3.                                 | «Bboom Bboom» (-Japanese ver.-, instrumental)         |                                           | Shinsadong Tiger, Beom x Nang                  | Shinsadong Tiger   | 3:28     |  |
| 4.                                 | «Welcome to MOMOLAND» (-Japanese ver.-, instrumental) |                                           | Jake K (Full8loom), Andreas Oberg, Skylar Mone | Jake K (Full8loom) | 3:27     |  |
| 13:50                              |                                                       |                                           |                                                |                    |          |  |

## Reconocimientos

### Premios y nominaciones
| Año  | Evento                     | Premio                        | Resultado | Ref.   |
| ---- | -------------------------- | ----------------------------- | --------- | ------ |
| 2018 | Genie Music Awards         | Mejor pista de baile femenino | Ganador   | [ 16 ] |
| 2018 | Genie Music Awards         | Mejor canción del año         | Ganador   | [ 17 ] |
| 2018 | Korea Popular Music Awards | Mejor canción digital         | Ganador   | [ 18 ] |
| 2018 | Korea Popular Music Awards | Mejor pista de baile - Grupo  | Ganador   | [ 18 ] |
| 2018 | Melon Music Awards         | Mejor baile femenino          | Ganador   | [ 19 ] |
| 2018 | Melon Music Awards         | Canción del año               | Ganador   | [ 19 ] |
| 2019 | Golden Disc Awards         | Bonsang Digital               | Ganador   | [ 20 ] |
| 2019 | Golden Disc Awards         | Daesang Digital               | Ganador   | [ 20 ] |

### Programas de música
| Programa                  | fecha                 | Ref.   |
| ------------------------- | --------------------- | ------ |
| M! Countdown (Mnet)       | 11 de enero de 2018   | [ 21 ] |
| M! Countdown (Mnet)       | 22 de febrero de 2018 | [ 22 ] |
| Show Champion (MBC Music) | 31 de enero de 2018   | [ 22 ] |
| The Show (SBS MTV)        | 6 de febrero de 2018  | [ 23 ] |
| Music Bank (KBS)          | 23 de febrero de 2018 | [ 24 ] |
| Inkigayo (SBS)            | 11 de marzo de 2018   | [ 25 ] |
| Inkigayo (SBS)            | 8 de abril de 2018    | [ 26 ] |

## Posicionamiento en listas
| Lista (2018)                                   | Mejor posición |
| ---------------------------------------------- | -------------- |
| Corea del Sur (Gaon)                           | 1              |
| Corea del Sur (K-pop Hot 100)                  | 1              |
| Estados Unidos (Billboard World Digital Songs) | 1              |
| Filipinas (PARI)                               | 1              |
| Japón (Japan Hot 100)                          | 1              |

| Lista (2018)          | Mejor posición |
| --------------------- | -------------- |
| Corea del Sur (Gaon)  | 1              |
| Japón (Japan Hot 100) | 62             |

## Certificaciones
| País                                               | Organismo certificador | Certificación | Ventas certificadas | Ref.      |
| Descargas                                          | Descargas              | Descargas     | Descargas           | Descargas |
| -------------------------------------------------- | ---------------------- | ------------- | ------------------- | --------- |
| Corea del Sur                                      | Gaon Chart             | Platino       | 2,500,000*          | [ 32 ]    |
| Streaming                                          |                        |               |                     |           |
| Corea del Sur                                      | Gaon Chart             | Platino       | 1,000,000           | [ 33 ]    |
| *Cifras de ventas basadas solo en certificaciones. |                        |               |                     |           |

## Historial de lanzamiento
| País          | Fecha               | Formato                       | Sello                                  |
| ------------- | ------------------- | ----------------------------- | -------------------------------------- |
| Corea del Sur | 3 de enero de 2018  | Descarga digital streaming    | Duble Kick Company, LOEN Entertainment |
| Japón         | 13 de junio de 2018 | CD Descarga digital streaming | Kings Records                          |